# Consistórios de Bento XI
Esta entrada contém a lista completa dos consistórios para a criação de novos cardeais presididos pelo Papa Bento XI, com uma indicação de todos os cardeais criados sobre os quais há informação documental (2 novos cardeais em 2 consistórios). Os nomes são colocados em ordem de criação.

## 18 de dezembro de 1303
1. Niccolò Alberti, O.P. (falecido em abril de 1321)

## 19 de fevereiro de 1304
1. Walter Winterburn, O.P. (falecido em setembro de 1305)